# Bahnstrecke Boston–Worcester
| Worcester Union Station |                                                       |                                                |                                                |
| Streckenlänge: | 71,3 km                                               |                                                |                                                |
| Spurweite: | 1435 mm (Normalspur)                                  |                                                |                                                |
| Zweigleisigkeit: | gesamte Strecke früher viergleisig: Boston–Framingham |                                                |                                                |
| |                                                       |                                                |                                                |
| Gesellschaft: | Boston–Framingham: MBTA Framingham–Worcester: CSXT    |                                                |                                                |
| \| \| 0,0 \| Boston MA South Station \| Boston MA South Station \| \| \| \| Boston MA Albany Station \| \| \| \| \| nach Plymouth und Islington \| \| \| \| \| Interstate 90 \| \| \| \| \| Verbindung in Richtung Plymouth/Islington \| \| \| \| \| Interstate 93 \| \| \| \| \| nach Providence \| \| \| \| \| \| \| \| \| \| Boston Elevated Railway (5×) \| \| \| \| \| U-Bahn Boston (Orange Line) \| \| \| \| \| Back Bay Tunnel \| \| \| \| 2,1 \| Back Bay alte Strecke Boston–Providence \| Back Bay alte Strecke Boston–Providence \| \| \| \| Green Line E \| \| \| \| \| Ende Back Bay Tunnel \| \| \| \| \| Convention Center Tunnel \| \| \| \| \| \| \| \| \| \| nach Brookline \| \| \| \| 4,1 \| Yawkey (früher Keilbahnhof Brookline Junction) \| Yawkey (früher Keilbahnhof Brookline Junction) \| \| \| \| Green Line D/Green Line C \| \| \| \| \| Green Line B/früher Green Line A \| \| \| \| 5,0 \| University (früher Cottage Park) \| University (früher Cottage Park) \| \| \| \| von East Boston \| \| \| \| \| Güterbahnhof Beacon Park \| \| \| \| 6,9 \| Allston (früher Cambridge Crossing) \| Allston (früher Cambridge Crossing) \| \| \| 8,2 \| Brighton \| Brighton \| \| \| 9,3 \| Faneuil \| Faneuil \| \| \| \| Interstate 90 \| \| \| \| \| Green Line A \| \| \| \| 11,4 \| Newton MA \| Newton MA \| \| \| 13,0 \| Newtonville MA \| Newtonville MA \| \| \| \| MBS (Walnut Street) \| \| \| \| 14,8 \| West Newton MA (früher Davis Tavern) \| West Newton MA (früher Davis Tavern) \| \| \| \| MBS (Washington Street) \| \| \| \| \| MBS (Commonwealth Avenue) \| \| \| \| 16,6 \| Auburndale MA \| Auburndale MA \| \| \| \| Interstate 90 \| \| \| \| 17,5 \| Riverside MA \| Riverside MA \| \| \| \| nach Newton Highlands \| \| \| \| \| Charles River \| \| \| \| \| nach Newton Lower Falls \| \| \| \| \| Interstate 95 \| \| \| \| 20,3 \| Wellesley Farms MA \| Wellesley Farms MA \| \| \| \| B&W (Worcester Street) \| \| \| \| 21,7 \| Wellesley Hills MA (früher Needham) \| Wellesley Hills MA (früher Needham) \| \| \| 23,7 \| Wellesley Square MA (früher Wellesley) \| Wellesley Square MA (früher Wellesley) \| \| \| \| Lake Crossing \| \| \| \| 28,3 \| Natick MA \| Natick MA \| \| \| \| B&W (Washington Street) \| \| \| \| \| MBS (North Main Street) \| \| \| \| \| nach Saxonville \| \| \| \| \| West Natick MA \| \| \| \| \| von Mansfield \| \| \| \| \| B&W (Hollis Street) \| \| \| \| \| nach Lowell \| \| \| \| 34,4 \| Framingham MA (Keilbahnhof) \| Framingham MA (Keilbahnhof) \| \| \| \| nach Milford \| \| \| \| \| Verbindungen von Lowell und Milford \| \| \| \| \| Nevens Yard (Güterbahnhof) \| \| \| \| \| Framingham-Stausee 2 \| \| \| \| \| Sudbury River \| \| \| \| 38,9 \| Ashland MA (alter Bf., früher Hopkinton) \| Ashland MA (alter Bf., früher Hopkinton) \| \| \| \| nach Franklin \| \| \| \| \| Ashland MA (neuer Bf.) \| \| \| \| \| Sudbury River \| \| \| \| 44,3 \| Southborough MA (früher Cordaville) \| Southborough MA (früher Cordaville) \| \| \| 45,2 \| Southville MA \| Southville MA \| \| \| \| Interstate 90 \| \| \| \| \| Industrieanschluss \| \| \| \| \| Interstate 495 \| \| \| \| \| Westboro Yard (Güterbf.) \| \| \| \| \| Industrieanschluss \| \| \| \| \| Straßenbahn Worcester (East Main Street) \| \| \| \| 51,3 \| Westborough MA (alter Bf.) \| Westborough MA (alter Bf.) \| \| \| \| Straßenbahn Worcester (Milk Street) \| \| \| \| \| Westborough MA (neuer Bf.) \| \| \| \| \| Grafton MA \| \| \| \| \| nach Milford \| \| \| \| 61,0 \| North Grafton MA (Keilbahnhof) \| North Grafton MA (Keilbahnhof) \| \| \| \| Verbindung von Milford \| \| \| \| \| Millbury Junction MA \| \| \| \| \| nach Millbury \| \| \| \| \| Worcester Yard (Güterbf.) \| \| \| \| \| Interstate 290 \| \| \| \| \| Straßenbahn Worcester (Grafton Street) \| \| \| \| 71,3 \| Worcester MA Union Station (Keilbf.) \| Worcester MA Union Station (Keilbf.) \| \| \| \| von Rochester \| \| \| \| \| nach Groton und Providence \| \| \| \| \| nach Albany \| \| |                                                       |                                                |                                                |
| Kopfbahnhof Streckenanfang | 0,0                                                   | Boston MA South Station                        | Boston MA South Station                        |
| Kopfbahnhof Streckenanfang (Strecke außer Betrieb) · Strecke |                                                       | Boston MA Albany Station                       | Boston MA Albany Station                       |
| Strecke (außer Betrieb) · Abzweig geradeaus und nach links |                                                       | nach Plymouth und Islington                    | nach Plymouth und Islington                    |
| Strecke (außer Betrieb) · Brücke |                                                       | Interstate 90                                  | Interstate 90                                  |
| Strecke (außer Betrieb) · Abzweig geradeaus und von links |                                                       | Verbindung in Richtung Plymouth/Islington      | Verbindung in Richtung Plymouth/Islington      |
| Strecke (außer Betrieb) · Strecke mit Straßenbrücke |                                                       | Interstate 93                                  | Interstate 93                                  |
| Strecke (außer Betrieb) · Abzweig geradeaus und nach links |                                                       | nach Providence                                | nach Providence                                |
| Verschwenkung nach links (Strecke außer Betrieb) · Verschwenkung nach rechts |                                                       |                                                |                                                |
| Kreuzung geradeaus unten (Querstrecke außer Betrieb) |                                                       | Boston Elevated Railway (5×)                   | Boston Elevated Railway (5×)                   |
| Kreuzung mit U-Bahn mit Tunnelstrecke |                                                       | U-Bahn Boston (Orange Line)                    | U-Bahn Boston (Orange Line)                    |
| Tunnelanfang |                                                       | Back Bay Tunnel                                | Back Bay Tunnel                                |
| Turmbahnhof (im Tunnel) | 2,1                                                   | Back Bay alte Strecke Boston–Providence        | Back Bay alte Strecke Boston–Providence        |
| Kreuzung mit Tunnelstrecke (im Tunnel) |                                                       | Green Line E                                   | Green Line E                                   |
| Tunnelende |                                                       | Ende Back Bay Tunnel                           | Ende Back Bay Tunnel                           |
| Tunnel |                                                       | Convention Center Tunnel                       | Convention Center Tunnel                       |
| Brücke über Wasserlauf |                                                       |                                                |                                                |
| Abzweig geradeaus und ehemals nach links |                                                       | nach Brookline                                 | nach Brookline                                 |
| Haltepunkt / Haltestelle | 4,1                                                   | Yawkey (früher Keilbahnhof Brookline Junction) | Yawkey (früher Keilbahnhof Brookline Junction) |
| Kreuzung mit U-Bahn mit Tunnelstrecke |                                                       | Green Line D/Green Line C                      | Green Line D/Green Line C                      |
| Kreuzung mit U-Bahn geradeaus unten |                                                       | Green Line B/früher Green Line A               | Green Line B/früher Green Line A               |
| ehemaliger Haltepunkt / Haltestelle | 5,0                                                   | University (früher Cottage Park)               | University (früher Cottage Park)               |
| Abzweig geradeaus und von rechts |                                                       | von East Boston                                | von East Boston                                |
| Dienststation / Betriebs- oder Güterbahnhof |                                                       | Güterbahnhof Beacon Park                       | Güterbahnhof Beacon Park                       |
| ehemaliger Bahnhof | 6,9                                                   | Allston (früher Cambridge Crossing)            | Allston (früher Cambridge Crossing)            |
| ehemaliger Haltepunkt / Haltestelle | 8,2                                                   | Brighton                                       | Brighton                                       |
| ehemaliger Haltepunkt / Haltestelle | 9,3                                                   | Faneuil                                        | Faneuil                                        |
| Strecke mit Straßenbrücke |                                                       | Interstate 90                                  | Interstate 90                                  |
| Kreuzung mit U-Bahn geradeaus unten (Querstrecke außer Betrieb) |                                                       | Green Line A                                   | Green Line A                                   |
| ehemaliger Bahnhof | 11,4                                                  | Newton MA                                      | Newton MA                                      |
| Haltepunkt / Haltestelle | 13,0                                                  | Newtonville MA                                 | Newtonville MA                                 |
| Kreuzung mit U-Bahn geradeaus unten (Querstrecke außer Betrieb) |                                                       | MBS (Walnut Street)                            | MBS (Walnut Street)                            |
| Haltepunkt / Haltestelle | 14,8                                                  | West Newton MA (früher Davis Tavern)           | West Newton MA (früher Davis Tavern)           |
| Kreuzung mit U-Bahn geradeaus unten (Querstrecke außer Betrieb) |                                                       | MBS (Washington Street)                        | MBS (Washington Street)                        |
| Kreuzung mit U-Bahn geradeaus unten (Querstrecke außer Betrieb) |                                                       | MBS (Commonwealth Avenue)                      | MBS (Commonwealth Avenue)                      |
| Haltepunkt / Haltestelle | 16,6                                                  | Auburndale MA                                  | Auburndale MA                                  |
| Strecke mit Straßenbrücke |                                                       | Interstate 90                                  | Interstate 90                                  |
| ehemaliger Bahnhof | 17,5                                                  | Riverside MA                                   | Riverside MA                                   |
| Abzweig geradeaus und ehemals nach links |                                                       | nach Newton Highlands                          | nach Newton Highlands                          |
| Brücke über Wasserlauf |                                                       | Charles River                                  | Charles River                                  |
| Abzweig geradeaus und ehemals nach links |                                                       | nach Newton Lower Falls                        | nach Newton Lower Falls                        |
| Brücke |                                                       | Interstate 95                                  | Interstate 95                                  |
| Haltepunkt / Haltestelle | 20,3                                                  | Wellesley Farms MA                             | Wellesley Farms MA                             |
| Kreuzung mit U-Bahn geradeaus unten (Querstrecke außer Betrieb) |                                                       | B&W (Worcester Street)                         | B&W (Worcester Street)                         |
| Haltepunkt / Haltestelle | 21,7                                                  | Wellesley Hills MA (früher Needham)            | Wellesley Hills MA (früher Needham)            |
| Haltepunkt / Haltestelle | 23,7                                                  | Wellesley Square MA (früher Wellesley)         | Wellesley Square MA (früher Wellesley)         |
| ehemaliger Haltepunkt / Haltestelle |                                                       | Lake Crossing                                  | Lake Crossing                                  |
| Haltepunkt / Haltestelle | 28,3                                                  | Natick MA                                      | Natick MA                                      |
| Kreuzung mit U-Bahn geradeaus unten (Querstrecke außer Betrieb) |                                                       | B&W (Washington Street)                        | B&W (Washington Street)                        |
| Kreuzung mit U-Bahn geradeaus unten (Querstrecke außer Betrieb) |                                                       | MBS (North Main Street)                        | MBS (North Main Street)                        |
| Abzweig geradeaus und ehemals nach rechts |                                                       | nach Saxonville                                | nach Saxonville                                |
| Haltepunkt / Haltestelle |                                                       | West Natick MA                                 | West Natick MA                                 |
| Abzweig geradeaus und von links |                                                       | von Mansfield                                  | von Mansfield                                  |
| Kreuzung mit U-Bahn (Querstrecke außer Betrieb) |                                                       | B&W (Hollis Street)                            | B&W (Hollis Street)                            |
| Abzweig geradeaus und nach rechts |                                                       | nach Lowell                                    | nach Lowell                                    |
| Bahnhof | 34,4                                                  | Framingham MA (Keilbahnhof)                    | Framingham MA (Keilbahnhof)                    |
| Abzweig geradeaus und ehemals nach links |                                                       | nach Milford                                   | nach Milford                                   |
| Abzweig geradeaus, von links und von rechts |                                                       | Verbindungen von Lowell und Milford            | Verbindungen von Lowell und Milford            |
| Dienststation / Betriebs- oder Güterbahnhof |                                                       | Nevens Yard (Güterbahnhof)                     | Nevens Yard (Güterbahnhof)                     |
| Brücke über Wasserlauf |                                                       | Framingham-Stausee 2                           | Framingham-Stausee 2                           |
| Brücke über Wasserlauf |                                                       | Sudbury River                                  | Sudbury River                                  |
| ehemaliger Bahnhof | 38,9                                                  | Ashland MA (alter Bf., früher Hopkinton)       | Ashland MA (alter Bf., früher Hopkinton)       |
| Abzweig geradeaus und ehemals nach links |                                                       | nach Franklin                                  | nach Franklin                                  |
| Haltepunkt / Haltestelle |                                                       | Ashland MA (neuer Bf.)                         | Ashland MA (neuer Bf.)                         |
| Brücke über Wasserlauf |                                                       | Sudbury River                                  | Sudbury River                                  |
| Haltepunkt / Haltestelle | 44,3                                                  | Southborough MA (früher Cordaville)            | Southborough MA (früher Cordaville)            |
| ehemaliger Haltepunkt / Haltestelle | 45,2                                                  | Southville MA                                  | Southville MA                                  |
| Strecke mit Straßenbrücke |                                                       | Interstate 90                                  | Interstate 90                                  |
| Abzweig geradeaus und von rechts |                                                       | Industrieanschluss                             | Industrieanschluss                             |
| Strecke mit Straßenbrücke |                                                       | Interstate 495                                 | Interstate 495                                 |
| Dienststation / Betriebs- oder Güterbahnhof |                                                       | Westboro Yard (Güterbf.)                       | Westboro Yard (Güterbf.)                       |
| Abzweig geradeaus und ehemals nach links |                                                       | Industrieanschluss                             | Industrieanschluss                             |
| Kreuzung mit U-Bahn geradeaus oben (Querstrecke außer Betrieb) |                                                       | Straßenbahn Worcester (East Main Street)       | Straßenbahn Worcester (East Main Street)       |
| ehemaliger Bahnhof | 51,3                                                  | Westborough MA (alter Bf.)                     | Westborough MA (alter Bf.)                     |
| Kreuzung mit U-Bahn geradeaus unten (Querstrecke außer Betrieb) |                                                       | Straßenbahn Worcester (Milk Street)            | Straßenbahn Worcester (Milk Street)            |
| Haltepunkt / Haltestelle |                                                       | Westborough MA (neuer Bf.)                     | Westborough MA (neuer Bf.)                     |
| Bahnhof |                                                       | Grafton MA                                     | Grafton MA                                     |
| Abzweig geradeaus und nach links |                                                       | nach Milford                                   | nach Milford                                   |
| Dienststation / Betriebs- oder Güterbahnhof | 61,0                                                  | North Grafton MA (Keilbahnhof)                 | North Grafton MA (Keilbahnhof)                 |
| Abzweig geradeaus und ehemals von links |                                                       | Verbindung von Milford                         | Verbindung von Milford                         |
| ehemaliger Bahnhof |                                                       | Millbury Junction MA                           | Millbury Junction MA                           |
| Abzweig geradeaus und ehemals nach links |                                                       | nach Millbury                                  | nach Millbury                                  |
| Dienststation / Betriebs- oder Güterbahnhof |                                                       | Worcester Yard (Güterbf.)                      | Worcester Yard (Güterbf.)                      |
| Strecke mit Straßenbrücke |                                                       | Interstate 290                                 | Interstate 290                                 |
| Kreuzung mit U-Bahn geradeaus oben (Querstrecke außer Betrieb) |                                                       | Straßenbahn Worcester (Grafton Street)         | Straßenbahn Worcester (Grafton Street)         |
| Bahnhof | 71,3                                                  | Worcester MA Union Station (Keilbf.)           | Worcester MA Union Station (Keilbf.)           |
| Abzweig geradeaus und von rechts |                                                       | von Rochester                                  | von Rochester                                  |
| Abzweig geradeaus und nach rechts |                                                       | nach Groton und Providence                     | nach Groton und Providence                     |
| Strecke |                                                       | nach Albany                                    | nach Albany                                    |

Die Bahnstrecke Boston–Worcester ist eine durchgehend zweigleisige Eisenbahnstrecke in Massachusetts (Vereinigte Staaten). Sie ist 71 Kilometer lang und verbindet unter anderem die Städte Boston, Newton, Framingham, Grafton und Worcester.
Eigentümer der normalspurigen Strecke ist der US-Bundesstaat Massachusetts über die Massachusetts Bay Transportation Authority (MBTA), die den Personenverkehr auf der Gesamtstrecke betreibt. CSX Transportation führt auf der Gesamtstrecke den Güterverkehr. Die Amtrak hat ein Mitbenutzungsrecht für die Strecke und befährt sie mit dem Expresszug von Boston nach Chicago. Der ursprüngliche Endbahnhof der Strecke in Boston ist stillgelegt, alle Personenzüge fahren zum Südbahnhof.

## Geschichte
Bereits am 23. Juni 1831 erhielt die Boston and Worcester Railroad die Konzession zum Bau und Betrieb einer Eisenbahn zwischen ihren namensgebenden Städten. Eine weitere Verlängerung in Richtung Westen war damals bereits geplant. Die Strecke sollte zunächst über Watertown und Waltham verlaufen. Diese Städte waren jedoch nicht interessiert, sodass die Bahngesellschaft eine Trasse über Newton festlegte. In Framingham sollte die Strecke zunächst durch das Zentrum verlaufen, nach einem Einspruch eines Mautstraßenbetreibers wurde die Trasse nach South Framingham verlegt. Im August 1832 begannen die Bauarbeiten und am 16. April 1833 wurde die Strecke von Boston bis West Newton (damals Davis Tavern) eröffnet, nachdem bereits am 4. April der Güterverkehr begonnen hatte. Die Strecke war damit die erste dampfbetriebene Eisenbahn in New England. Am 3. Juli 1833 wurde die Strecke nach Wellesley Hills (damals Needham), am 20. September 1833 nach Ashland (damals Hopkinton) und im November 1834 nach Westborough verlängert. Der Bahnhof von Worcester wurde am 4. Juli 1835 eröffnet und damit die Strecke fertiggestellt.
Bereits 1839 baute die Boston&Worcester die Strecke zwischen Boston und South Framingham zweigleisig aus, 1843 folgte der restliche Streckenabschnitt. Ebenfalls 1843 begann der Vorortverkehr für Berufspendler zwischen Boston und West Newton, später bis Framingham, für den anfangs keine Einzelfahrkarten, sondern nur Jahreskarten ausgegeben wurden. 1867 fusionierte die Boston&Worcester mit der Western Railroad zur Boston and Albany Railroad, die der neue Betreiber der Strecke wurde. Bis 1884 wurde die Strecke zwischen Boston und Riverside viergleisig ausgebaut, 1894 folgte der Abschnitt bis Lake Crossing, 1907 der Abschnitt bis Framingham. Am 1. Januar 1899 wurde die Boston South Station eröffnet und die Strecke an diesen neuen Bahnhof angebunden. 1900 wurde die Boston&Albany in das Eisenbahnsystem der New York Central and Hudson River Railroad (später New York Central Railroad) eingegliedert, blieb jedoch Betriebsführer der Strecke.
Die New York Central verkaufte die Trasse des dritten und vierten Gleises von Boston bis Riverside an die Turnpike Authority, die die Interstate 90 auf diesem Abschnitt baute. 1962 wurde das dritte und vierte Streckengleis auch zwischen Riverside und Framingham entfernt. 1968 erfolgte die Fusion der Boston&Albany in das Penn-Central-System. Ab 1976 war das Nachfolgeunternehmen Conrail der Betreiber. Ab 1971 wurde der Fernpersonenverkehr durch Amtrak betrieben, den Nahverkehr betrieb ab 27. Januar 1973 die MBTA, die den Abschnitt von Boston nach Framingham gleichzeitig gekauft hatte. Von 27. Oktober 1975 bis 26. September 1994 fuhren die MBTA-Vorortzüge nicht zwischen Framingham und Worcester. Den Abschnitt westlich von Framingham erwarb im Rahmen der Conrail-Übernahme 1999 die CSX Transportation, die seither den Güterverkehr auf der Gesamtstrecke betreibt. Am 4. Mai 1987 wurde der Back-Bay-Tunnel mit dem neuen Bahnhof Back Bay eröffnet und die bis dahin oberirdische Streckenführung aufgegeben.
Im Oktober 2012 übergab CSX Transportation auch den Streckenabschnitt von Framingham bis Worcester an die MBTA, nachdem der Staat Massachusetts die Infrastruktur zusammen mit zwei Abschnitten im Süden des Bundesstaats gelegener Strecken für 100 Millionen Dollar erworben hatte. CSX Transportation behielt Streckennutzungsrechte.

## Streckenbeschreibung

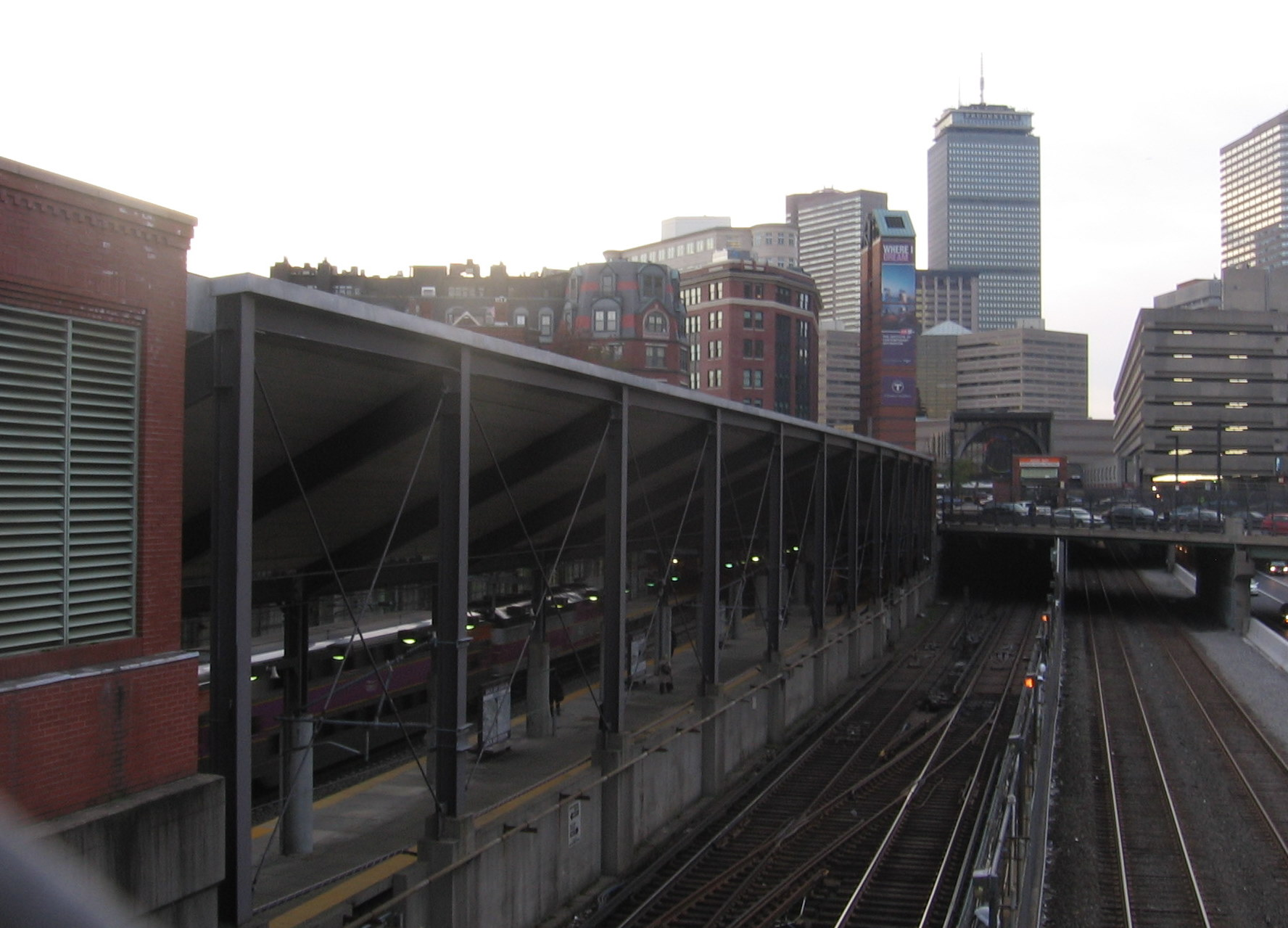
Einfahrt zum Back-Bay-Tunnel in Richtung Westen, Gleise nach Worcester ganz rechts, in der Mitte die U-Bahn-Gleise und links der Bahnhof Back Bay der Strecke nach Providence.

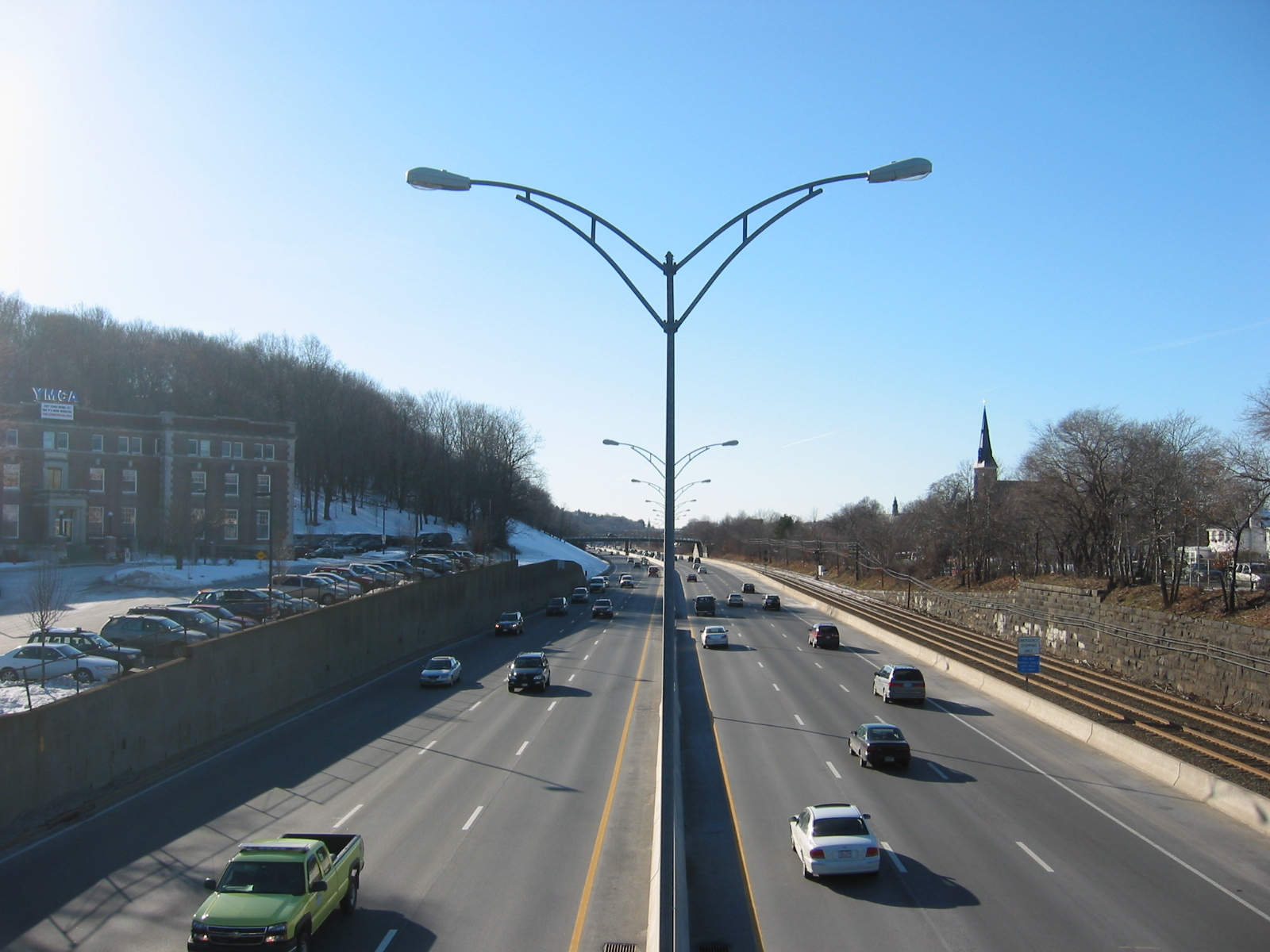
Strecke neben dem Massachusetts Turnpike bei Newton.

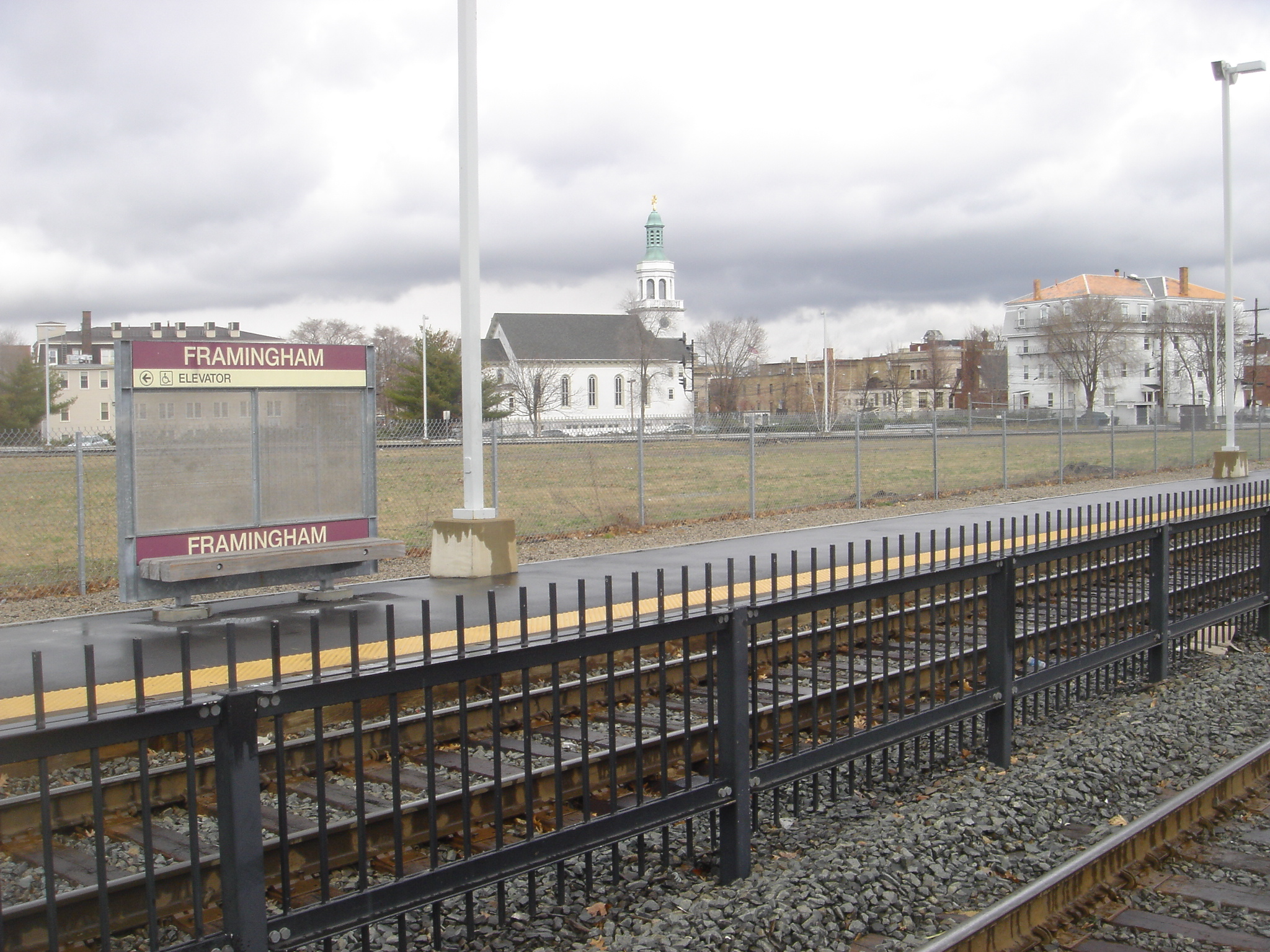
Bahnhof Framingham.

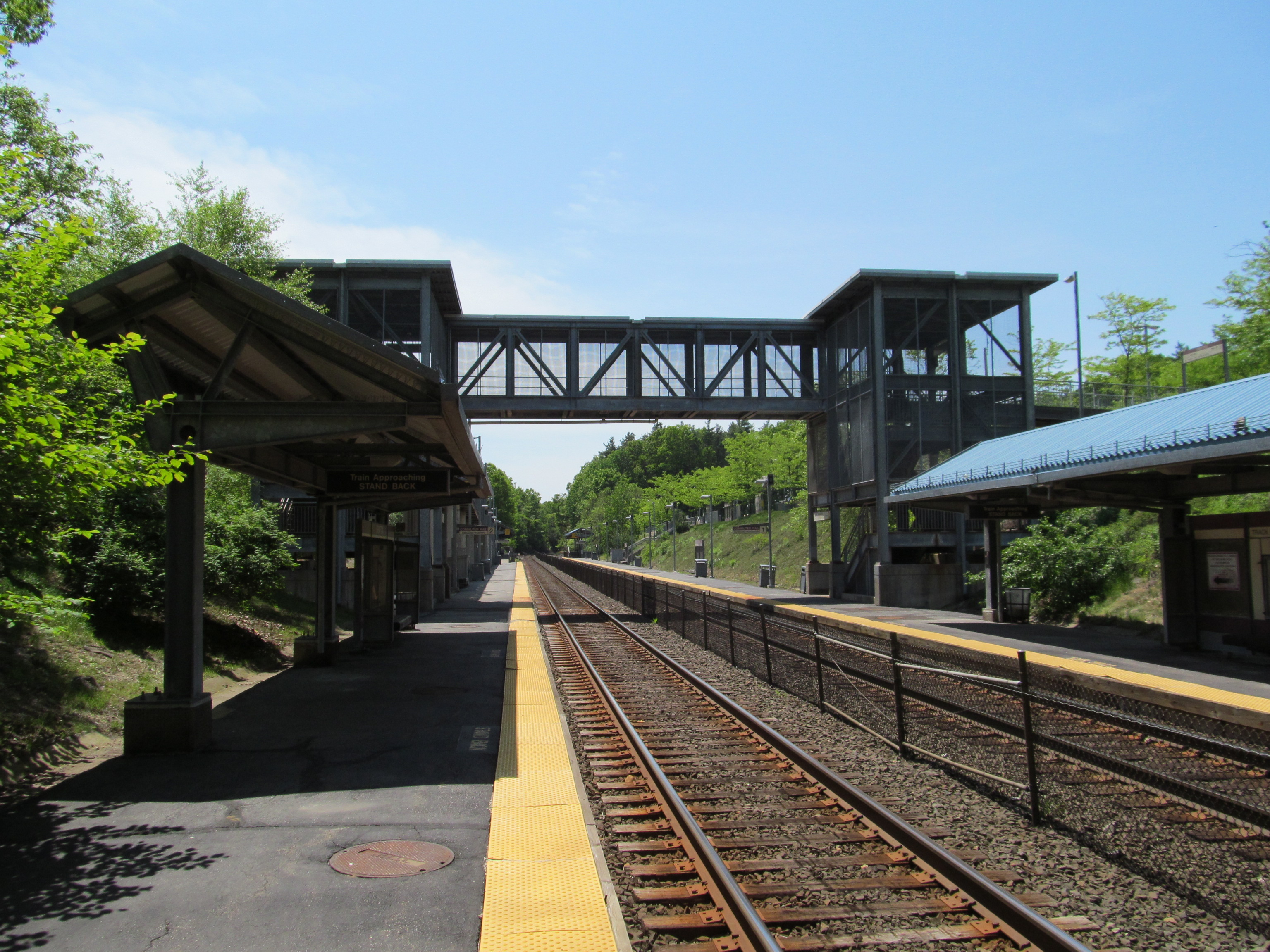
Bahnhof Grafton, dieser hat 2000 den alten Bahnhof North Grafton ersetzt.

Die Strecke begann ursprünglich in einem Kopfbahnhof an der Beach Street, zwischen Albany Street (heute Surface Artery) und Lincoln Street. Nach Eröffnung der South Station 1899 wurde sie in diese eingeführt. Die Strecke biegt zunächst in Richtung Westen ab. Am Bahnhof Back Bay, der heute ein unterirdischer Keilbahnhof ist, führte die Strecke ursprünglich auf einer Jochbrücke über die Back Bay und kreuzte auf der Brücke niveaugleich die Bahnstrecke Boston–Providence, die mit Eröffnung der Boston South Station zwischen diesem Endbahnhof und Back Bay unmittelbar neben der Strecke nach Worcester gebaut wurde.
Die Bahntrasse verläuft westlich aus der Stadt Boston heraus und durchquert Newton. In diesem Bereich verläuft die Interstate 90 unmittelbar neben der Bahntrasse. In Auburndale biegt die Strecke in Richtung Südwesten ab und erreicht kurz darauf den Bahnhof Riverside, wo zwei stillgelegte Strecken in den Süden der Stadt Newton abbiegen. In Wellesley biegt die Bahntrasse wieder in Richtung Westen ab. Durch Natick verläuft die Strecke weiter nach South Framingham, wo sich der Bahnhof Framingham befindet. Hier zweigen in zwei Gleisdreiecken Strecken nach Süden und Norden ab, außerdem auch eine Strecke nach Mansfield. In der Umgebung des Bahnhofs kreuzten sich außerdem mehrere Überlandstraßenbahnlinien von drei verschiedenen Gesellschaften, unter anderem nach Westborough, Uxbridge, Boston, Framingham Center und Saxonville.
Die Strecke verläuft weiter durch Ashland nach Southborough, wo sich der Bahnhof im Stadtteil Cordaville befindet. Durch Westborough und Grafton läuft die Trasse weiter nach Westen, biegt jedoch am früheren Zweigbahnhof Millbury Junction nach Norden ab, um am Stadtrand von Worcester in einer großzügigen Kurve nach Südwesten zu biegen. Im Zentrum der Stadt befindet sich die Worcester Union Station. Das Bahnhofsgebäude wurde 1911 eröffnet und ersetzte den alten Bahnhof. Es wurde 1975 geschlossen und verfiel, wurde jedoch 2000 saniert und wiedereröffnet.

## Personenverkehr
1869 verkehrten auf der Strecke ab Boston drei Expresszüge und ein Personenzug nach Albany, zwei Personenzüge sowie ein sonntäglicher Postzug nach Springfield, zwei Vorortzüge nach Worcester, vier Züge nach South Framingham, zwei Züge nach Natick und weiter nach Saxonville, fünf Züge nach Riverside und weiter nach Newton Lower Falls, sowie 13 tägliche Züge sowie drei weitere Züge an Sonntagen über Yawkey nach Brookline. Insgesamt verließen also werktags 32 und sonntags 36 Züge den Endbahnhof in Boston.
1901, nach der Übernahme durch die New York Central and Hudson River Railroad und nach Eröffnung der Boston South Station verließen diesen Bahnhof ein täglicher Expresszug („Boston and Chicago Special“) über Cleveland nach Chicago mit Kurswagen nach St. Louis, ein täglicher („North Shore Limited“) und ein werktäglicher („Chicago Express“) Zug über Detroit nach Chicago, zwei tägliche, zwei werktägliche und ein sonntäglicher Expresszug über Springfield nach New York, ein werktäglicher Expresszug nach Albany sowie ein täglicher Expresszug nach Cincinnati („Pacific Express“). Außerdem verkehrten an Werktagen ein Personenzug nach Albany, einer nach Chester sowie zwei nach Springfield. Daneben wurden zahlreiche Vorortzüge angeboten, und zwar nach Worcester sechs an Werktagen und vier an Sonntagen, nach South Framingham 17 an Werktagen und fünf an Sonntagen, nach Natick und weiter nach Saxonville zwei an Werktagen, nach Riverside 27 an Werktagen sowie sechs an Sonntagen und nach Yawkey und weiter nach Brookline und Riverside 28 Züge an Werktagen und sieben an Sonntagen. Dazu kam ein Zug der New York, New Haven and Hartford Railroad über Yawkey und Brookline nach Pascoag. Die Wagen dieser Strecke nach Pascoag wurden normalerweise an Ringzüge der Boston&Albany angekuppelt, mit Ausnahme dieses einen Zuges. Insgesamt fuhren somit werktags neun Express-, vier Personen- und 81 Vorortzüge, sonntags fuhren sechs Express- und 22 Vorortzüge.
Nach dem Ersten Weltkrieg brach der Personenverkehr auf der Schiene immer mehr ein, da sich das Verkehrsaufkommen auf die Straße verlagerte. 1945 fuhren täglich fünf Expresszüge nach Chicago, nämlich über Cleveland der „New England States“ mit Kurswagen nach Pittsburgh, der „Paul Revere“, der „Fast Mail“ mit Kurswagen nach Detroit, der „South Shore Express“ mit Kurswagen nach Detroit sowie über Kanada und Detroit der „New England Wolverine“. Weiterhin fuhr täglich der „Southwestern Limited“ nach St. Louis mit Kurswagen nach Cincinnati, Cleveland und Toronto, der „Niagara“ über Kanada nach Detroit, der „Advance Knickerbocker“ nach St. Louis mit Kurswagen nach Buffalo und Cincinnati, der „New York-Berkshire Express“ nach Albany mit Kurswagen nach New York, drei Expresszüge über Springfield nach New York und ein täglicher sowie ein samstäglicher Expresszug nach Springfield. Daneben verkehrte ein werktäglicher Personenzug nach Albany, zwei Personenzüge montags bis freitags und einer an Samstagen nach Springfield. In Worcester endeten montags bis freitags vier, samstags fünf und sonntags vier Vorortzüge. Nach Framingham fuhren montags bis freitags zwölf, samstags elf und sonntags drei Züge, nach Riverside zehn werktägliche Züge sowie nach Yawkey und weiter über Brookline nach Riverside montags bis freitags 16, samstags 14 und sonntags fünf Züge. Somit fuhren insgesamt 13 Expresszüge (samstags 14) und 45 Personenzüge montags bis freitags, 42 an Samstagen und zwölf an Sonntagen.
2012 verkehrten neben dem „Lake Shore Limited“ der Amtrak nach Chicago an Wochentagen zwölf Züge der MBTA nach Worcester sowie acht nach Framingham. Samstags fuhren fünf Züge nach Worcester und vier nach Framingham, sonntags fünf nach Worcester und drei nach Framingham. Nach der Übernahme der gesamten Strecke durch den Staat Massachusetts wurde der Fahrplan erweitert. Ende 2022 umfasst er an Wochentagen neben dem Amtrak-Zug 20 auf der Gesamtstrecke verkehrende MBTA-Züge je Richtung, ergänzt um einzelne Zusatzfahrten zwischen Boston und Framingham. Am Wochenende werden zehn Fahrtenpaare angeboten.